# Малакон

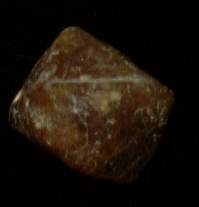

Малакон (грецьк. «малакос» — м'який (Th.Scheerer, 1844)) — мінералоїд, метаміктний циркон, який містить торій.

## Загальний опис
Хімічна формула: Zr[SiO4]. Відрізняється підвищеним вмістом Th i TR, повною або частковою метаміктністю (див. метаміктні мінерали), присутністю адсорбованої води.
Габітус від короткопризматичного до біпірамідального; характерні радіально-променисті виділення і зростки.
Забарвлення буре, часто плямисте або зональне.
Твердість, густина, вміст ZrO2 знижені в порівнянні з кристалічним цирконом.
М. практично не використовується як цирконієва руда, але може служити джерелом торію і скандію.
Зустрічається переважно в сублужних гранітоїдах, альбітитах, пегматитах, гідротермальних родовищах.